# Sjøvegan
Sjøvegan est une localité du comté de Troms, en Norvège.

## Géographie
Administrativement, Sjøvegan fait partie de la kommune de Salangen.